# Гавро Бабић
Гавро Бабић (Јелићка, Приједор, ФНРЈ, 1950) савремени је српски песник из Босанске Крајине. Рођен је у селу Јелићка подно Козаре, где је и завршио основну школу. Средњу школу је завршио у Бањој Луци а више образовање у Загребу.
Почео је писати још у основној школи а активније са седамнаест година. Песме је објављивао у различитим часописима и рецитоване су на више књижевних вечери. Члан је Удружења књижевника СР БиХ од 1972. године.